# Fodby Kirke
Fodby Kirke ligger nordligt i landsbyen Fodby, ca. 6 km NV for Næstved (Region Sjælland). Indtil Kommunalreformen i 2007 lå den i Næstved Kommune (Storstrøms Amt), og indtil Kommunalreformen i 1970 lå den i Øster Flakkebjerg Herred (Sorø Amt).
Den vestlige del af koret og skibet er opført i romansk tid af munkesten, formodentlig i slutningen af 1100-tallet. Fint formede enkeltheder og riffelhugne sten ved indfatninger knytter denne del af kirken til de tidlige danske teglstenskirker i Sorø og Ringsted. Kor og skib har en ret velbevaret profilgesims, som suppleres af en frise med søjlestave på skibets vestvæg. Denne frise kan ses fra tårnets mellemstokværk. Enkelte romanske vinduer er bevaret i tilmuret tilstand, sydportalen er bevaret men skjules delvist af våbenhusets hvælv. Koret blev forlænget mod øst i 1400-tallet, østgavlen har blændingsdekorationer med cirkelfelter og rektangulære højblændinger. Tårn og våbenhus er opført i sengotisk tid, tårnet har kamtakgavle med enkle højblændinger, våbenhuset har krydshvælvet rum og kamtakgavl med syv højblændinger. Kirken blev senest restaureret i 1986.
Den romanske korbue er bevaret med afrundet sokkel og omløbende profileret kragbånd, mod skibet er buen dobbeltfaset. I gotisk tid o.1400 fik skibet indbygget to stjernehvælv, koret har formodentlig fået indbygget tilsvarende hvælv, men disse blev udskiftet med krydshvælv i 1870. I skibets 2.fag på sydvæggen afdækkede E. Lind en kalkmalet fremstilling af Sankt Kristoffer med Jesusbarnet i 1938, kalkmaleriet dateres til o.1375. På alteret står et billedhuggerarbejde af Anker Hoffmann fra 1987, det fremstiller Jakobs kamp mod englen. Prædikestolen fra o.1600 er formodentlig udført på Abel Schrøder d.æ.'s værksted. På Hermerne ses fædrene og mødrene våben for lensmand Peder Retz (Bornstedt) og mødrene våben for hans hustru (Skeel). Døbefonten af egetræ er udført i bruskbarok o.1650. Stoleværket er fra o.1620 og havde oprindelig den nuværende okseblodsfarve, som blev reetableret ved restaureringen i 1986.
Den romanske kirke havde fladt loft og har haft en kalkmalet frise på triumfvæggen med Kristus i mandorla over korbuen flankeret af apostle mod nord og syd. Denne frise dateres til o.1250 og menes at have sammenhæng med udsmykningen i Grønholt Kirke (Lynge-Kronborg Herred). Da de gotiske hvælv blev indbygget har hvælvet skjult de romanske kalkmalerier, Kristus over korbuen skjules i dag af hvælvkappen og er sikkert ødelagt, men den romanske kirke har været så høj, at apostelfrisen ikke blev dækket, derfor har disse kalkmaleriet undgået overkalkning og sollys og har siden1400-tallet været beskyttet på kirkeloftet over hvælvene.
I 1937 beskrives kalkmalerierne på triumfvæggen over hvælvet af E. Lind. Af de 12 apostle er 8 bevaret i hel tilstand, 2 er bevaret delvist. Apostlene sidder i arkader og fører en livlig samtale med hænderne. Farverne er velbevaret og enkelte apostle har attributter, således kan Bartholomæus identificeres med sin kniv. Mod syd har to ansigter bevaret enkelte ansigtstræk.

## Eksterne kilder og henvisninger
- Wikimedia Commons har flere filer relateret til Fodby Kirke
- Fodby Kirke Arkiveret 31. januar 2011 hos  Wayback Machine på nordenskirker.dk
- Fodby Kirke Arkiveret 18. oktober 2014 hos  Wayback Machine hos KortTilKirken.dk
- Fodby Kirke Arkiveret 18. oktober 2014 hos  Wayback Machine i bogværket Danmarks Kirker (udg. af Nationalmuseet)